# St Conan’s Kirk

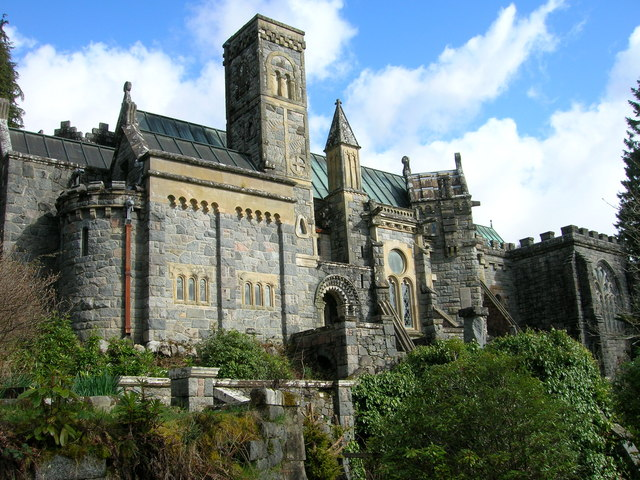
Südseite der St Conan’s Church

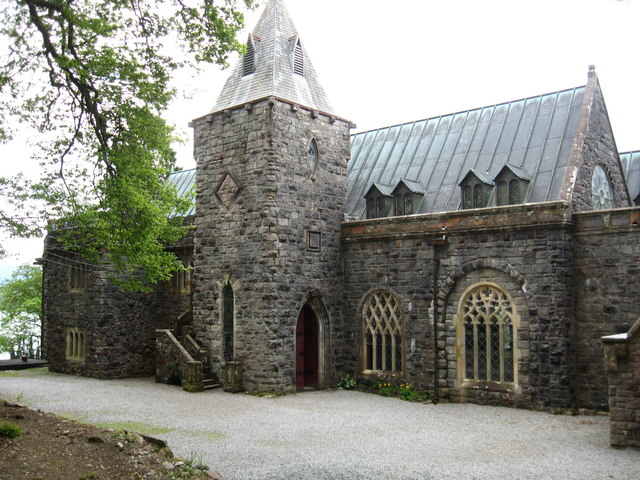
Nordseite der St Conan’s Church

Die St Conan’s Church, auch St Conan’s Kirk, ist ein Kirchengebäude der presbyterianischen Church of Scotland in der kleinen schottischen Siedlung Lochawe. Das Gebäude liegt über den Ufern des Loch Awe, der abseits der A85, die Oban mit Perth verbindet. 1971 wurde die St Conan’s Church in die schottischen Denkmallisten in der höchsten Kategorie A aufgenommen. Die Kirche ist heute noch als solche in Verwendung.

## Geschichte
Das Gebäude wurde nach Plänen des nicht professionell als Architekt tätigen Walter Douglas Campbell gebaut, dem Bruder von Archibald Campbell, 1. Baron Blythswood. Der Hintergrund für den Bau der Kirche bestand angeblich darin, dass Campbell seiner Mutter, die auch den Bau finanzierte, den alltäglichen Weg zu der Kirche in Dalmally ersparen und eine nähergelegene Kirche errichten wollte. Nach Baubeginn im Jahre 1881 wurde die erste Bauphase schließlich 1886 abgeschlossen. Das damalige Gebäude war eher schlicht und von deutlich geringeren Ausmaßen als es heute der Fall ist, trotzdem ausreichend für die kleine Gemeinde in der dünnbesiedelten Gegend am Nordufer von Loch Awe. Zwischen 1907 und seinem Tode im Jahre 1914 erweiterte Campbell das Gebäude. Die Arbeiten wurden dann von seiner Schwester bis zu deren Tod 1927 fortgeführt. Die begonnenen Erweiterungen wurden 1930 im Auftrag fertiggestellt.

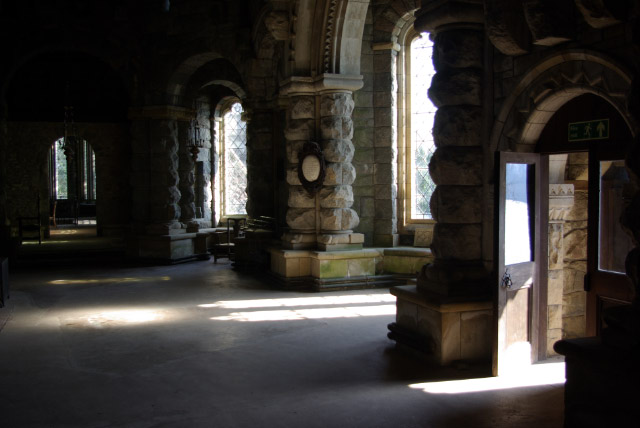
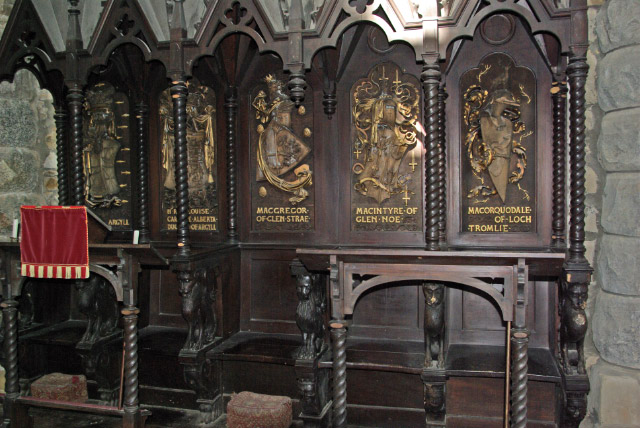
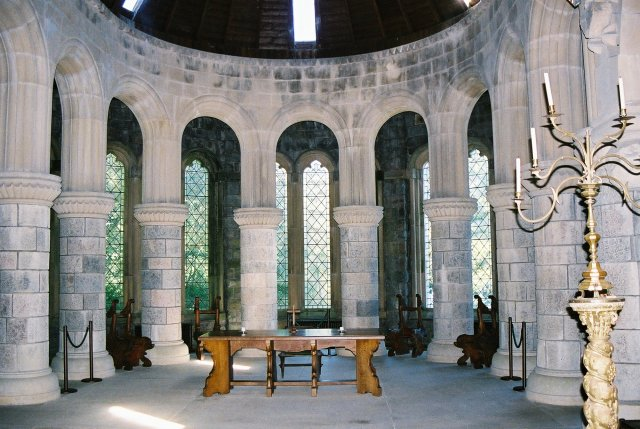